# Sacrament
Sacrament —en español: «Sacramento»— es el quinto álbum de estudio de la banda de groove metal estadounidense Lamb of God y primer álbum de la banda en ser producido por Josh Wilbur. Publicado el 22 de agosto de 2006, Sacrament debutó como n.º 58 en el Billboard 200 con 63 000 ventas en su primera semana.  El álbum fue uno de los discos de Metal más vendidos del 2006 y el disco más vendido de toda la carrera de Lamb Of God, vendiendo actualmente más de 5'000'000 y medio de copias. La canción "Redneck", la cual es la más popular y escuchada de la banda, fue nominada en los Premios Grammy de 2007 a la Mejor interpretación de metal, pero perdió ante "Eyes of the Insane" de Slayer.

## Canciones
Todos los solos de guitarra incluidos en el álbum fueron escritos y realizados por Mark Morton, excepto en la canción "Forgotten (Lost Angels)" cuyo solo es llevado a cabo por Willie Adler.
1.- "Walk with me in Hell" – 5:11
2.- "Again We Rise" – 4:30
3.- "Redneck" – 3:40
4.- "Pathetic" – 4:30
5.- "Foot to the Throat" – 3:13
6.- "Descending" – 3:34
7.- "Blacken the Cursed Sun" – 5:27
8.- "Forgotten (Lost Angels)" – 3:05
9.- "Requiem" – 4:10
10.- "More Time to Kill" – 3:36
11.- "Beating on Death's Door" – 5:06

## Personal
Lamb of God
- Randy Blythe – voz
- Mark Morton – guitarra
- Willie Adler – guitarra
- John Campbell – bajo
- Chris Adler – batería, percusión

Producción
- Producción y mezcla - Machine
- Remasterización - Brian Gardner, Vlado Meller